# Ponte Vecchio (Magenta)
Ponte Vecchio o Pontevecchio (Pont Vegg in dialetto milanese, AFI: /ˈpũːt ˈvɛtʃ/, anticamente Ponte di Magenta) è una frazione del comune di Magenta, nella città metropolitana di Milano, distante circa 2 km dal capoluogo del comune. Essa consta di 3599 abitanti.

## Geografia

### Geografia fisica

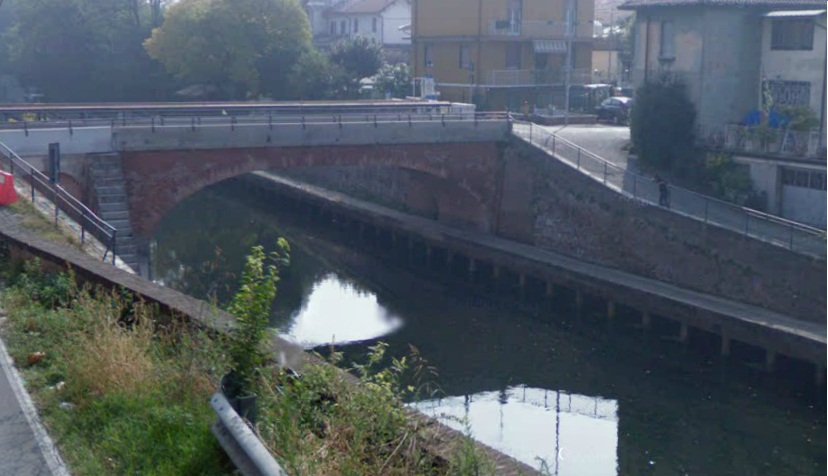
Il ponte di Ponte Vecchio sul Naviglio Grande.

Il borgo di Ponte Vecchio è caratterizzato da un ambiente prevalentemente pianeggiante, tipico della Pianura padana, con avvallamenti solo nei pressi del Naviglio Grande e verso la valle del Ticino, prevalentemente adatto a boschi coltivazioni, che occupano quasi i 3/4 del territorio della frazione. Idrograficamente è da segnalare la presenza di una grande fonte d'acqua contraddistinta dalla presenza del Naviglio Grande che corre in centro al paese, tagliandolo in due parti.

### Geografia politica
Il territorio di Ponte Vecchio confina ad est con Magenta, a ovest col confine piemontese, a nord con la frazione magentina di Ponte Nuovo e a sud con Carpenzago, frazione di Robecco sul Naviglio.
Magenta è il centro di maggior rilievo più vicino alla frazione.

## Storia

### Dalle origini all'Ottocento

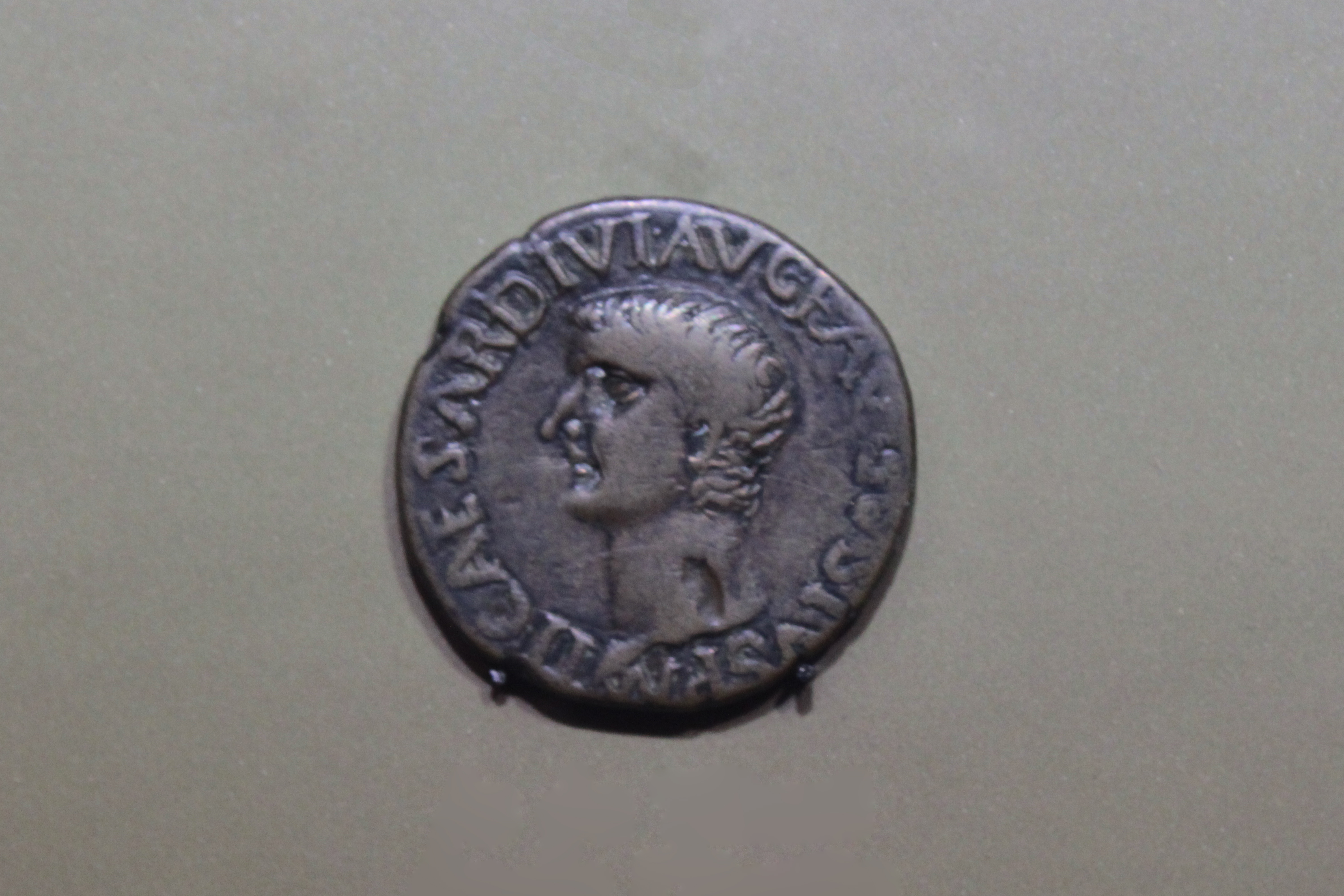
Moneta di Tiberio simile a quella ritrovata a Ponte Vecchio

L'appellativo di "Ponte vecchio" viene conferito al borgo per la prima volta nell'Ottocento, quando venne costruito un nuovo ponte sul Naviglio Grande. Il seicentesco ponte del borgo assunse quindi la denominazione "Ponte vecchio".
Le prime testimonianze dell'esistenza di un borgo abitato nell'area di Ponte Vecchio risalgono alla prima metà del I secolo d.C. come testimoniano i ritrovamenti emersi durante i lavori di scavo e dissodamento eseguiti nel 1896 in località Cascina Bovisa con anfore, urne cinerarie e monete coniate sotto Tiberio. L'area nel suo complesso appare tuttavia frequentata più o meno stabilmente almeno dal 2500 a.C. L'area fu certamente coinvolta nella nascita del primo insediamento di Magenta stessa, come testimoniato dal ritrovamento avvenuto nel settembre del 1933 di una necropoli di epoca celtica.
Dai ritrovamenti è emerso inoltre che i primi insediamenti stabili nell'area di Pontevecchio risalirebbero perlomeno all'epoca medioevale quando, ancor prima della costruzione di un ponte in solido granito, si trovava una passerella di legno, sopravvissuta nei rapporti d'epoca sino al Seicento, con la creazione di un passaggio stabile ed obbligato che collegasse i commerci tra Piemonte e Lombardia, motivo per il quale il piccolo borgo conobbe un notevole sviluppo soprattutto agricolo e commerciale, conservando la propria sfera rurale sino alla prima metà del Novecento. L'escavazione dello stesso Naviglio Grande fu certamente tra i motivi che portarono alla nascita dapprima di semplici cantieri e poi di veri e propri insediamenti per i lavoratori impegnati nell'opera.
A partire dal 1396, ebbero notevole influenza sull'economia locale (come pure del borgo di Boffalora sopra Ticino, non distante) i certosini della Certosa di Pavia che in quell'anno ricevettero in donazione numerosi terreni nell'area di Magenta a ridosso del Naviglio, con vasti privilegi annessi. La tenuta principale di questo possedimento dei monaci pavesi era costituita da quella che successivamente divenne nota come Cascina Bergamasca, le cui terre erano affittate con cicli di nove anni a privati che le lavoravano per conto dei certosini. La frazione conobbe un proprio sviluppo consistente a partire dal XVII secolo, quando le prime case sparse sorte attorno al ponte costruito all'epoca dall'amministrazione spagnola del Ducato di Milano, portarono all'aggregazione ed alla costruzione delle prime corti rurali. La situazione rimase pressoché invariata sino al 1786 quando le disposizioni di Giuseppe II portarono alla soppressione dei certosini ed alla vendita dei loro possedimenti anche nel territorio pontevecchino, ed in particolare alle tenute delle cascine Bergamasca (820 pertiche milanesi in tutto), Giolla e Mainaga, con il lucrativo mulino della valle che era azionato da quattro ruote per far funzionare tre mole da grano ed una pila da riso. Tali beni verranno acquistati nel 1787 all'asta dal conte Alessandro Cicogna, il quale già possedeva diversi beni in zona ed era interessato ad acquisire i restanti diritti sullo sfruttamento della roggia Cornice, un corso d'acqua artificiale che aveva origine nel territorio di Boffalora sopra Ticino e che alimentava le cartiere di sua proprietà che sorgevano nel territorio.
Ancora nell'Ottocento, l'economia locale era fortemente condizionata dalla presenza del Naviglio Grande, con la maggioranza della popolazione pontevecchina impegnata nell'escavazione e nel trasporto via acqua di sabbia, ghiaia, ciottoli per muri e da selciato e mattoni da fabbrica.

### La posizione strategica nella Battaglia di Magenta

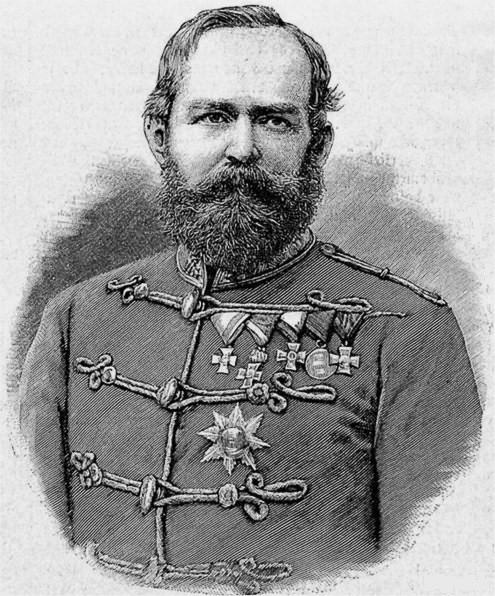
Litografia raffigurante Leopold Edelsheim

Durante la battaglia di Magenta, la posizione strategica di Pontevecchio fu aspramente disputata dalle contrapposte forze austriache e franco-sarde, che più volte riuscirono a conquistarla e più volte dovettero cederla. Era fondamentale per gli austriaci mantenere il controllo dell'abitato di Pontevecchio allo scopo di aver una testa di ponte sulla riva destra del Naviglio Grande e tentare l'aggiramento dello schieramento francese. Allo scopo di rallentare il nemico, l'esercito imperiale giunse a far saltare l'antico ponte seicentesco a due arcate sul Naviglio Grande, dove però i francesi riuscirono a gettare delle predelle per oltrepassare il corso d'acqua.
Ormai privi delle forze necessarie per l'ennesimo assalto, dopo l'ultima riconquista francese, gli austriaci si affidarono alla personale iniziativa del colonnello Leopold Edelsheim che decise di tentare una carica di cavalleria, nonostante le strade dell'abitato non fossero il terreno adatto a questo tipo di operazione. Sotto il comando di Edelsheim, gli squadroni del 10º reggimento si lanciarono in una disperata carica all'arma bianca che riuscì a travolgere le linee nemiche, pagando però un impressionante prezzo di vite umane. Pochissimi tra gli ufficiali dei drappelli tornarono senza ferite. Molti non tornarono.
Senza il seguito della fanteria austriaca, i varchi causati dalle cariche di cavalleria vennero ben presto richiusi, rendendo vano il sacrificio del 10º reggimento. In verità, la vittoria venne comunque sfiorata, visto che uno degli squadroni penetrò tanto in profondità lo schieramento franco-sardo da investire lo stato maggiore del generale Canrobert, riuscendo a eliminare due alti ufficiali. Lo stesso Canrobert si salvò miracolosamente, lasciando nelle mani di un ussaro austriaco il colletto della sua divisa, grazie allo scatto e alla fuga repentini del suo cavallo imbizzarrito.

## Edifici Notevoli

### Chiesa Parrocchiale dei Santi Carlo e Luigi

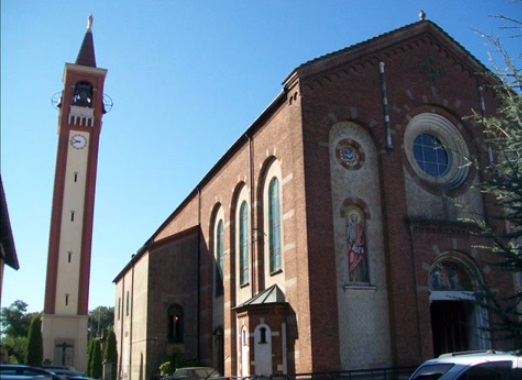
La Chiesa Parrocchiale dei Santi Carlo e Luigi a Ponte Vecchio di Magenta

La chiesa Chiesa Parrocchiale dei Santi Carlo e Luigi nacque per sopperire alle esigenze della frazione di Pontevecchio di Magenta, situata molto distante dal centro cittadino. La prima pietra fu posta l'8 settembre 1908 su progetto dell'ingegner Carlo Castiglioni e su incoraggiamento del 1903 del Cardinal Ferrari; a causa della penuria di mezzi e per lo scoppio della Prima guerra mondiale la costruzione della chiesa venne interrotta nel 1913 per poi riprendere intorno al 1923 con alcune modifiche strutturali apportate dall'architetto Cecilio Arpesani; la chiesa venne quindi aperta ai fedeli la notte di Natale del 1928 ed elevata a parrocchia il 21 marzo 1936. Del 1937 è invece la posa della prima pietra del campanile.
La chiesa parrocchiale, riprende i canoni dello stile neoromanico, con una tipica facciata mista di mattoni e pietre calcaree a creare un gioco di toni chiaroscuri che accolgono il rosone centrale in vetri policromi.
Sempre sulla facciata si trovano dei mosaici che rappresentano i Santi Pietro e Paolo e nella lunetta sopra il portale d'ingresso, leggermente strombato, si trova San Carlo Borromeo con San Luigi Gonzaga nell'atto di comunicare un appestato.

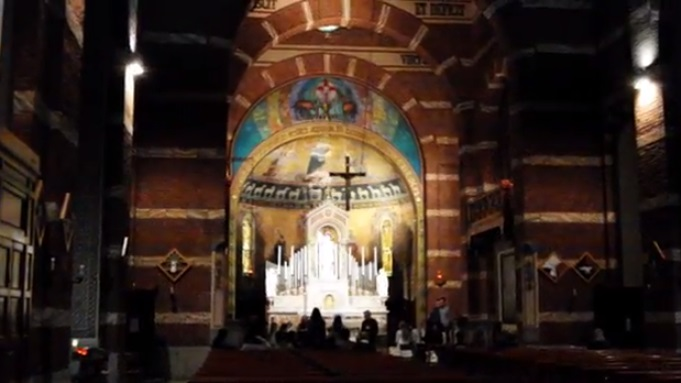
L'interno della chiesa, in stile romanico

L'interno, anch'esso in mattoni e pietre calcaree, è costituito da un prevalente stile romanico e da un altare in armonia con le decorazioni, realizzato in polvere di marmo con una grande statua rappresentante il Gesù del Sacro Cuore. Il soffitto è decorato con grandi capriate lignee e l'area del presbiterio è illuminata attraverso due grandi vetrate policrome che rappresentano Santa Maria Goretti e San Domenico Savio.
A completare la struttura, nel giardino presso il tempio cristiano, si trova il campanile, realizzato in mattoni a vista, alla cui base si trova un memoriale dei caduti delle guerre mondiali.
Storicamente, l'edificio ebbe una certa rilevanza durante la seconda guerra mondiale, quando divenne un nodo della rete clandestina dei partigiani grazie all'operato del coadiutore Virginio Colzani e della 168ª brigata "Garibaldi"  Archiviato il 7 marzo 2016 in Internet Archive.
La chiesa possiede un concerto di 5 campane in Sib2 Maggiore crescente, fuso da Roberto Mazzola di Valduggia (VC) nel 1949. Le campane suonano a sistema ambrosiano e possiedono la tastiera manuale per il suono a festa.
| Campana | Nota nominale | Dedicazione                           | Fonditore e Anno di fusione | Diametro  |
| ------- | ------------- | ------------------------------------- | --------------------------- | --------- |
| I       | Fa3           | Santa Maria Nascente e Angeli Custodi | Roberto Mazzola nel 1949    | 1076 mm   |
| II      | Mib3          | Santi Giuseppe e Giovanni Battista    | Roberto Mazzola nel 1949    | 1214 mm   |
| III     | Re3           | Santi Carlo e Luigi                   | Roberto Mazzola nel 1949    | 1293 mm   |
| IV      | Do3           | Defunti caduti in guerra              | Roberto Mazzola nel 1949    | 1460,5 mm |
| V       | Sib2          | Sacri Cuori di Gesù e Maria           | Roberto Mazzola nel 1949    | 1641 mm   |

### Oratorio della Beata Vergine Maria e memoriale della Battaglia di Magenta

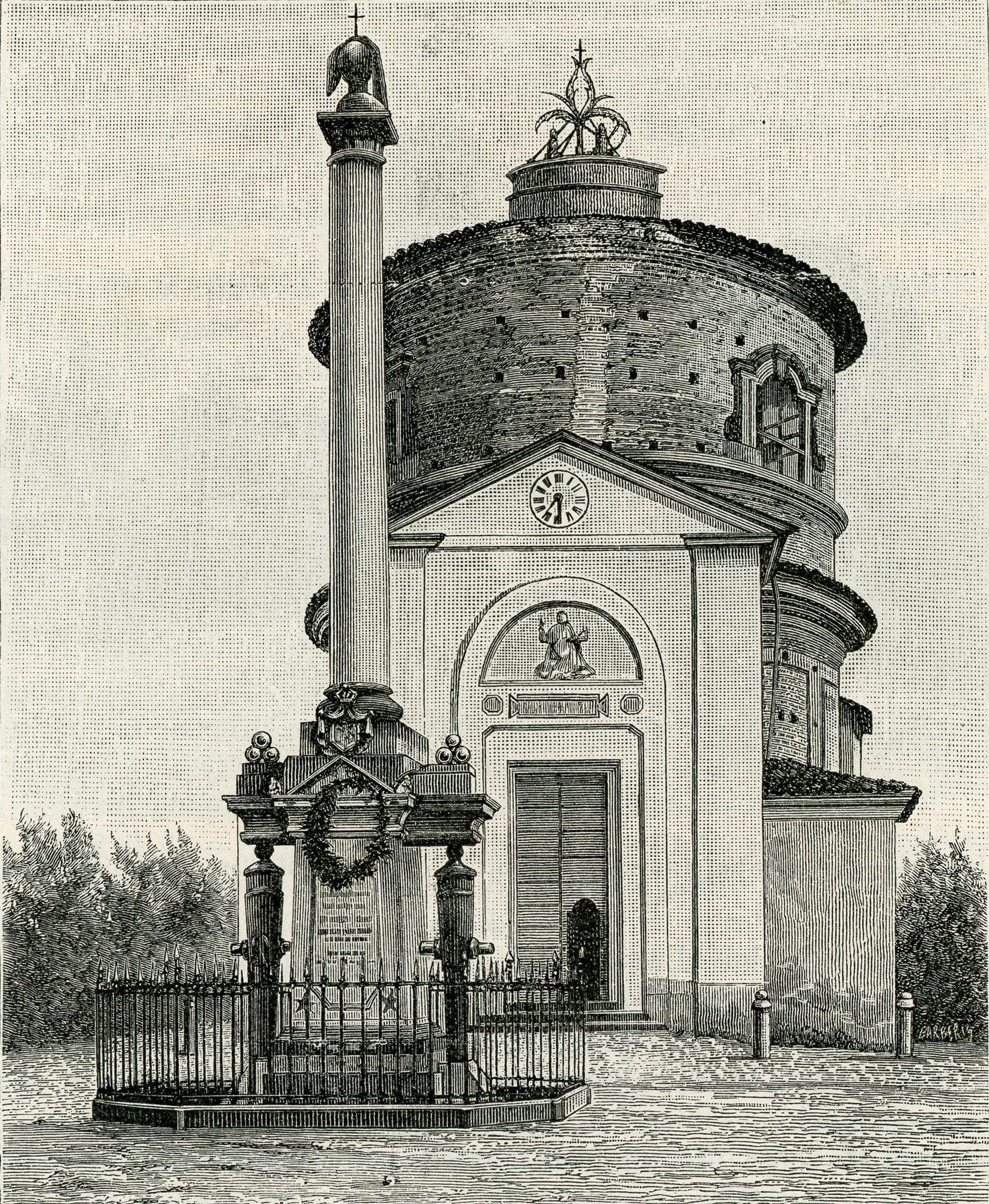
L'Oratorio della Beata Vergine Maria di Ponte Vecchio in una stampa ottocentesca

Non distante dal medesimo asse dell'attuale chiesa parrocchiale di Pontevecchio, si trova l'antica chiesa parrocchiale del borgo, dedicata al culto della Beata Vergine Maria. L'edificio attuale è frutto della progettazione ed edificazione di Carlo Giuseppe Merlo, in un periodo precedente al 1740 e sulla base di un legato testamentario del cugino, il pellicciaio Bonifacio Merlo, risalente al 1710. La struttura risultava già in gran parte conclusa all'epoca della visita pastorale del cardinale Giuseppe Pozzobonelli nel 1760. La chiesa rimase aperta al pubblico ma di proprietà privata sino al 1848 quando venne completato il processo di cessione alla parrocchia di Magenta, essendosi ormai estinto il lascito del donatore e non essendovi eredi atti a sostenerne le spese, nemmeno tra la famiglia Clerichetti (all'epoca tra i principali possidenti della località). La visita del cardinale Andrea Carlo Ferrari nel 1896, evidenzia un nuovo patronato ascrivibile alla famiglia Albasini, pur rimanendo l'oratorio in uso pubblico. La sede della chiesa parrocchiale venne spostata nella nuova chiesa dei Santi Carlo e Luigi edificata nel 1928, di poco distante, quando la precedente divenne insufficiente a contenere il sempre maggiore afflusso di fedeli abitanti nella frazione. Essa assunse così il valore di memoriale e cappella dedicata ai defunti della Battaglia di Magenta, che anche a Ponte Vecchio ebbe degli scontri e negli anni immediatamente successivi quando rimase l'unica chiesa agibile del comune. Nella piazza antistante, infatti, una colonna granitica ricorda i nomi dei caduti a Ponte Vecchio durante gli scontri del 1859.
La chiesa attuale corrisponde ai canoni dell'architettura neoclassica dell'illuminismo, con un corpo centrale di forma circolare che si sviluppa a cilindro, ed un corpo d'ingresso di forma quadrangolare che definisce l'accesso alla struttura. I corpi laterali, spuri rispetto al progetto originario, vennero aggiunti nella prima metà del XIX secolo, mentre l'ampliamento absidale risale alla metà dell'Ottocento. L'altare maggiore, progettato e donato dall'architetto Luigi Clerichetti, venne spostato nel 1927 e ricollocato nella cappella della Madonna nella nuova chiesa parrocchiale di Pontevecchio, e sostituito con quello attuale.
Nel 1893, inoltre, su progetto dell'ingegner Giuseppe Castiglioni, venne progettato un campanile laterale alla chiesa. In precedenza, l'architetto Merlo aveva previsto la presenza di un curioso castelletto in ferro battuto a due campane presente sopra la facciata. La struttura possiede un concerto di 5 campane in Reb4 Maggiore calante; le due campane minori sono originali ed opera di Davide Cobianchi di Milano. Le tre maggiori sono state aggiunte dalla fonderia dei Fratelli Barigozzi qualche anno più tardi. Le campane suonano a sistema ambrosiano e sono completamente manuali: esse possiedono le corde per il suono a concerto e la tastiera manuale per il suono a festa.
| Campana | Nota nominale | Fonditore e Anno di fusione            | Diametro |
| ------- | ------------- | -------------------------------------- | -------- |
| I       | Lab4          | Davide Cobianchi nel 1851              | 443 mm   |
| II      | Solb4         | Davide Cobianchi nel 1851              | 498 mm   |
| III     | Fa4           | Fratelli Barigozzi nel 1894 (aggiunta) | 535 mm   |
| IV      | Mib4          | Fratelli Barigozzi nel 1894 (aggiunta) | 594 mm   |
| V       | Reb4          | Fratelli Barigozzi nel 1894 (aggiunta) | 666 mm   |

### Oratorio di Santa Maria Assunta (loc. Peralza)
Situato in località Peralza, l'Oratorio di Santa Maria Assunta viene citato per la prima volta nella visita vicariale del prevosto di Corbetta, don Giuseppe Rusca, nel 1703, come oratorio privato annesso a villa La Peralza. 
Nel 1896, in un'ulteriore visita vicariale, l'oratorio viene trovato ben tenuto e dotato di tutti i suppellettili atti a celebrarvi la messa.
La pianta della chiesa è di forma ottagonale con una facciata contraddistinta da quattro lesene che sorreggono un timpano, al di sotto del quale si trova un portichetto d'ingresso, aggiunto in epoca successiva a quella dell'erezione dell'intero edificio e per questo considerato architettonicamente spurio. L'illuminazione interna è assicurata da tre finestrelle, ognuna aperta su una parete diversa dell'edificio, ad eccezione di quella alle spalle dell'altare che non ha aperture. La chiesa, lateralmente, presenta anche un piccolo campanile.
L'interno, di stile barocco, è articolato su di un'unica navata con un cornicione di opere scultoree che si stagliano lungo tutto il suo perimetro, rappresentanti le effigi di alcuni santi e i misteri dell'Assunzione della Madonna al cielo e la Natività di Cristo. L'area del presbiterio è voltata a botte. L'altare maggiore, realizzato dal medesimo architetto che ha realizzato quello dedicato alla Madonna nella chiesa di San Celso a Milano, è separato dal resto della chiesa da piccoli cancelli in legno e da una balaustra marmorea. La scultura della Madonna con Bambino che si trova sopra l'altare maggiore è stata sostituita nel 1760 dopo la visita del cardinale Pozzobonelli da quella attualmente presente.

### Villa Castiglioni
Villa Castiglioni venne eretta tra la fine del Cinquecento ed il primo Seicento su terreni di proprietà della famiglia Crivelli, che qui stabilì una delle proprie residenze magentine. Alla struttura era anticamente annesso l'oratorio di Santa Maria Nascente che venne fatto costruire a partire dal 2 aprile 1578 sotto patrocinio del nobile Pietro Crivelli, membro dei padri celestini del convento che aveva sede all'epoca al centro di Magenta.
L'erezione della costruzione avvenne in un punto strategico per la famiglia, ovvero vicino all'importantissimo ponte costruito sul Naviglio Grande e risalente al 1612 (quello attualmente visibile risale al 1859 e ricostruito poi dopo la famosa Battaglia di Magenta, che coinvolse anche questi luoghi). La vicinanza di questo luogo di villeggiatura ad un'area prettamente agricola ma comunque particolarmente rilevante nell'economia locale, mostra chiaramente l'interesse a realizzare più un centro di produzione che un luogo di mero svago. La posizione di particolare rilevanza a controllo del ponte, ha fatto presupporre diversi studiosi locali che la villa sia sorta sul luogo di antiche fortificazioni, tesi ripresa in più testi ma mai confermata dalla presenza di evidenze documentali o strutturali.
Secondo alcune fonti, la villa venne successivamente venduta da Carlo e dall'abate Giovanni Battista Crivelli alla curia milanese nel 1637, la quale provvide quindi a farne una residenza estiva per gli arcivescovi.
La villa passò nel 1753 ai padri gerolimini di Castellazzo di Rho ed a loro rimase sino al 1799 quando, con la secolarizzazione dei beni ecclesiastici della chiesa milanese, passò al conte Vitaliano Biglia (nonno materno di Federico Confalonieri) e quindi nel 1802 ad Ambrogio Clerichetti. Alla morte di quest'ultimo nel 1842, la villa passò a suo figlio, l'architetto milanese Luigi Clerichetti, il quale procedette a risistemarne parte degli interni secondo lo stile neoclassico ed eclettico. La casa fu protagonista anche dei tragici eventi della Battaglia di Magenta, ospitando Napoleone III che dalla torretta della villa osservò lo svolgersi dello scontro il 4 giugno 1859. Con la morte di Luigi nel 1876, il complesso passò infine alla famiglia Castiglioni nella persona di Gaetano, esecutore testamentario dell'ultimo proprietario.
Nel 1982, la villa venne acquistata dal comune di Magenta che ne avviò un radicale restauro a partire dal 1986. Attualmente la villa è sede del Parco naturale lombardo della Valle del Ticino.

### Villa Arrigoni (dettaLa Peralza, loc. Peralza)
Costruita dalla famiglia Arrigoni a partire dal 1646, la villa probabilmente venne fatta sorgere su una struttura preesistente. La proprietà venne acquisita da Giovanni Stefano e Gerolamo Clerici di Milano che iniziarono la costruzione dello stabile. Alla morte del primo fratello senza eredi, si trovò erede il secondo fratello, il quale alla sua morte nominò suo erede il nipote conte Alessandro Cicogna con l'onere, però, di adottare il cognome Clerici e di trasmetterlo ai suoi discendenti. Nell'Ottocento passò di proprietà al facoltoso industriale gallaratese Andrea Ponti per poi essere venduta a privati.
La villa La Peralza ha una configurazione strutturale basata sull'edificio padronale con struttura a U che si sviluppa su due piani con due ali verso la strada di altezza minore e destinati a rustici. La villa è stata realizzata in mattoni a vista con alcuni inserti in acciottolato. La facciata principale è contraddistinta da un portico tripartito con colonne granitiche bipartite. Attualmente accoglie la sede di un club sportivo.

### Riserva Naturale "La Fagiana"

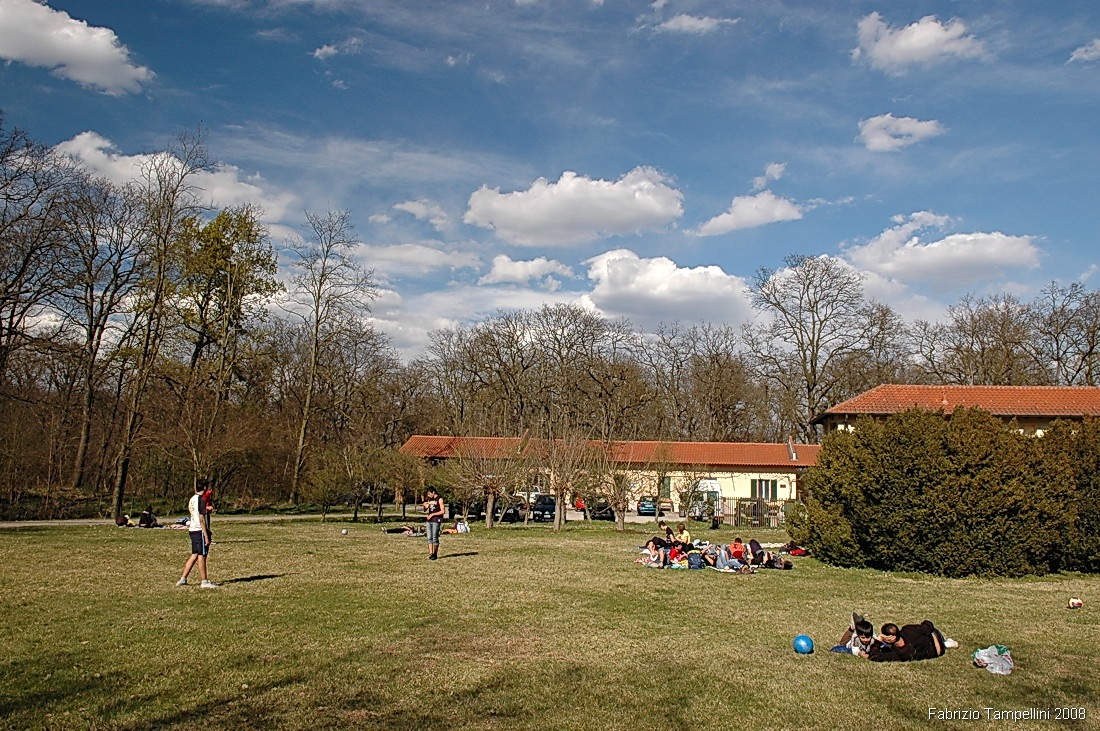
La residenza di caccia "La Fagiana".

Nel corso dell'Ottocento, nell'area di territorio comunale compreso tra la frazione di Ponte Nuovo di Magenta ed il fiume Ticino, a circa 200 metri dallo storico ponte che unisce il Piemonte e la Lombardia, venne costruita una riserva di caccia per re Vittorio Emanuele II di Savoia, più nota col nome di "La Fagiana". Questa era un grandioso complesso al centro di un'altrettanto maestosa tenuta di caccia che si estendeva per 1574 ettari (15,74 km²) sino al territorio comunale di Robecco sul Naviglio (frazione di Casterno). Successivamente il complesso venne venduto al commendator Peretti. Il 4 gennaio 1944 una bomba colpì in pieno la villa, lasciando in piedi solo la foresteria e alcuni fabbricati di servizio che si trovavano a debita distanza dal punto dell'impatto.
Nell'immediato dopoguerra, "La Fagiana" divenne sede di uno dei più importanti campi profughi italiani per l'accoglienza degli ebrei europei sopravvissuti alla Shoah (vi transitarono circa 20.000 persone), provenienti in gran parte dall'Europa dell'est, a causa delle recrudescenze di diversi pogrom che subirono in patria e delle leggi staliniste che impedirono a molti di loro di fare ritorno in patria. Molti di questi avevano come direzione delle loro migrazioni mete come Inghilterra, Canada e Stati Uniti, ma molti puntavano alla Palestina. Dal campo denominato "A - Magenta" che aveva sede a "La Fagiana", diretto da Yehuda Arazi, i profughi venivano poi destinati dapprima in Liguria, a La Spezia, e poi verso le loro destinazioni finali. I viaggi verso la Palestina vennero organizzati in particolare grazie alla collaborazione di importanti magnati americani che acquistarono dei transatlantici per consentire di spostare nel Mediterraneo quest'enorme massa di persone. Contemporaneamente, la base di Ponte Vecchio di Magenta servì come luogo di formazione dei futuri lavoranti nei kibbutz, per la fabbricazione di arredi interni alle navi da trasporto degli ebrei e anche come luogo segreto per l'istruzione del personale del Mossad, il servizio segreto del neonato stato palestinese.
Dopo la fine di queste operazioni, il complesso della villa cadde in disuso e rimase semi-abbandonato sino al 1984 quando il tutto venne acquistato dal Parco del Ticino per farne una riserva naturale. Attualmente, le parti della villa sopravvissute ai bombardamenti sono state restaurate ed ospitano un interessante Museo del Bracconaggio che racconta la storia della caccia nel Ticino dal XV secolo sino ai giorni nostri. Le zone boschive sono corredate di stupendi viali per il passeggio e per le uscite in bicicletta.

### Scuola dell'infanzia "Giuseppe Fornaroli"

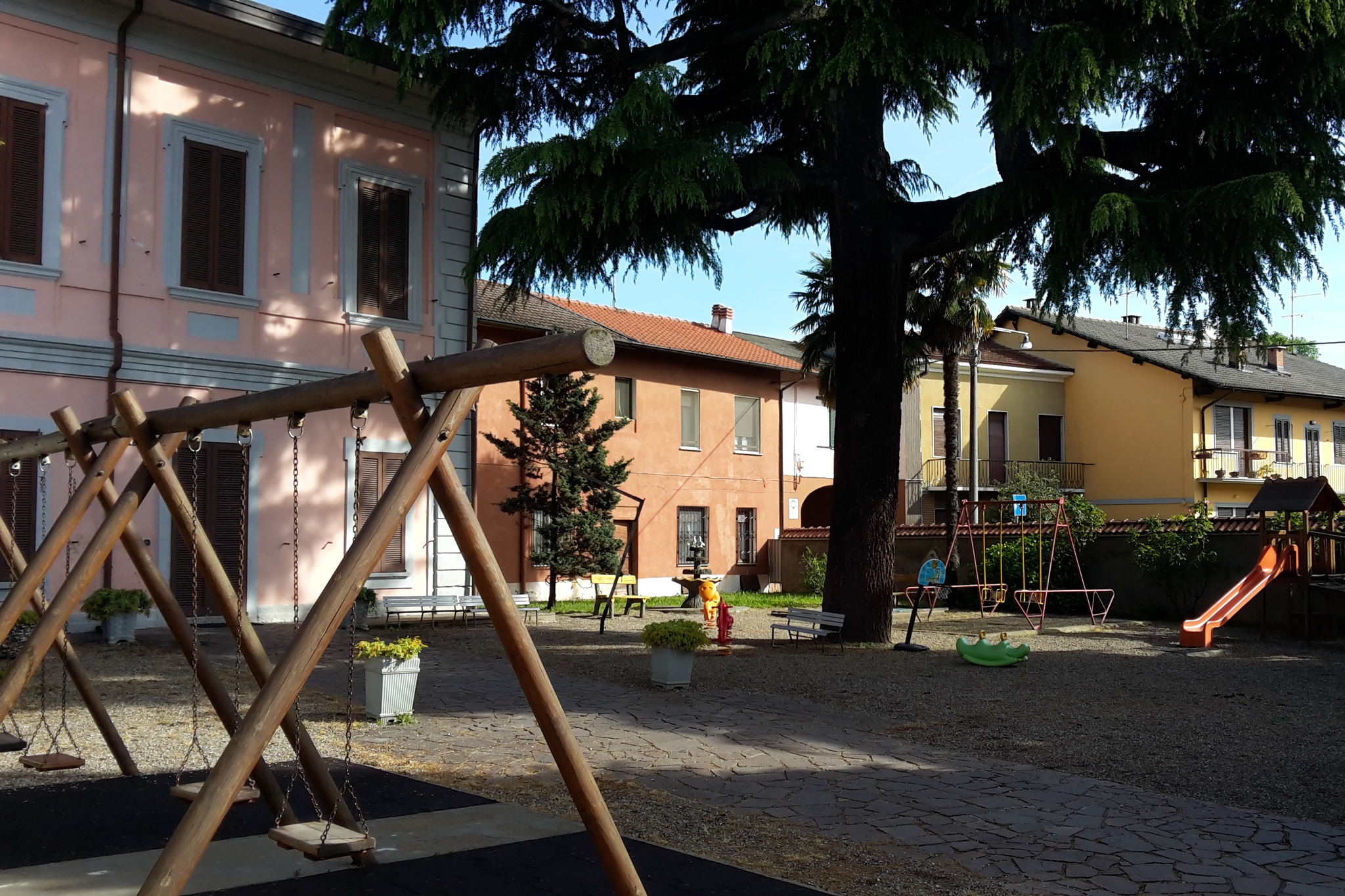
Asilo Fornaroli

La scuola materna fu acquistata dall'Ente che gestiva anche la scuola "Giacobbe" di Magenta nel 1908 per la somma di Lire 12.510, grazie alla donazione del benefattore di cui porta il nome.
Fu inaugurata nel 1914 ed è tuttora in funzione.

## Cultura
Nella frazione è attivo il Corpo Musicale "Santa Cecilia". Istituito nel 1930, esso continua ancora oggi la propria tradizione musicale proponendo brani storici, vecchi e nuovi per la cittadinanza.

## Sport
Dal 2017, la frazione di Ponte Vecchio di Magenta ospita la squadra di calcio A.S.D. Pontevecchio, risultata dalla fusione tra l'A.C. Buscate e la Scuola calcio Magenta 2008. La società nasce sulle ceneri della precedente U.S. Pontevecchio, attiva sino agli anni '90.